# Пушкаренко, Анатолий Павлович
Анатолий Павлович Пушкаренко (1913—1964) — советский военный. Участник Великой Отечественной войны. Герой Советского Союза (1944). Гвардии майор.

## Биография
Анатолий Павлович Пушкаренко родился 26 ноября (13 ноября — по старому стилю) 1913 года в рабочем посёлке Щербиновский рудник Бахмутского уезда Екатеринославской губернии Российской империи (ныне посёлок городского типа Щербиновка, входящий в Бахмутский район Донецкой области Украины) в семье рабочего Павла Степановича и домохозяйки Прасковьи Александровны Пушкаренко. Украинец. Отец Анатолия Павловича был мастером по строительству и ремонту доменных печей. В 1926 году он завербовался на строительство Керченского металлургического завода и перевёз семью в Керчь. Здесь Анатолий Павлович окончил среднюю школу и школу фабрично-заводского ученичества. Трудовую деятельность начал градуировщиком контрольно-измерительных приборов на КМЗ имени П. Д. Войкова. В 1935 году Керченским городским военкоматом Крымской АССР А. П. Пушкаренко был призван в ряды Рабоче-крестьянской Красной Армии. Срочную службу проходил в Одессе, где и остался после демобилизации в 1936 году. Через три года Анатолий Павлович окончательно решил связать свою жизнь с армией и, взяв направление в Воднотранспортном районном военкомате города Одессы, поступил в Киевское военное пехотное училище. Незадолго до начала Великой Отечественной войны лейтенант А. П. Пушкаренко получил направление в 169-ю стрелковую дивизию Киевского особого военного округа, где принял под командование стрелковый взвод 680-го стрелкового полка.
С началом Великой Отечественной войны 169-я стрелковая дивизия вошла в состав 18-й армии Южного фронта. В боях с немецко-фашистскими захватчиками лейтенант А. П. Пушкаренко с первых дней войны. Боевое крещение Анатолий Павлович принял в боях на реке Прут у села Липканы Молдавской ССР, затем участвовал в обороне города Могилёв-Подольский, отступал с боями к Первомайску, где дивизия попала в окружение. При прорыве из котла лейтенант А. П. Пушкаренко был ранен, долго лечился в госпитале. С 8 марта 1942 года он вновь на Южном фронте. В боях у села Ряженое Ростовской области 3 апреля 1942 года Анатолий Павлович вновь получил тяжёлое ранение и оказался на больничной койке. После выздоровления в июле 1942 года его в звании старшего лейтенанта направили во 2-ю гвардейскую стрелковую дивизию, где он был определён старшим адъютантом в штаб 3-го стрелкового батальона 395-го гвардейского стрелкового полка. В составе своего подразделения А. П. Пушкаренко принимал участие в оборонительных боях за Белую Калитву, отступал с боями на Северный Кавказ. С августа 1942 года Анатолий Павлович на Северо-Кавказском и Закавказском фронтах сражался в Битве за Кавказ. Полк, в котором служил гвардии старший лейтенант А. П. Пушкаренко, сумел удержать позиции в районе села Заюково и горы Хара-Хора. Гвардии старший лейтенант Пушкаренко отличился в боях за село Заюково 3 сентября 1942 года. Командуя группой бойцов батальона, он вышел на восточную окраину села, и в течение двух часов ведя бой с немецким гарнизоном, сумел выбить противника из населённого пункта. В середине октября во время Нальчикско-Орджоникидзевской оборонительной операции полк попал в окружение, но не только смог вырваться из кольца сам, но и обеспечил выход штаба своей 37-й армии, 295-й стрелковой дивизии и 11-й дивизии НКВД у села Бабугент. Не давая кольцу сомкнуться, 3-й стрелковый батальон под командованием гвардии старшего лейтенанта А. П. Пушкаренко 4 ноября 1942 года отразил две атаки противника, уничтожив при этом 90 солдат и офицеров вермахта.
В конце 1942 года гвардии старший лейтенант А. П. Пушкаренко был переведён на должность заместителя командира стрелкового батальона 395-го гвардейского стрелкового полка. 3 января 1943 года полк в составе 2-й гвардейской стрелковой дивизии 37-й армии Северной группы войск Закавказского фронта перешёл в наступление в рамках Северо-Кавказской наступательной операции. Анатолий Павлович получил приказ с группой из 70 бойцов проникнуть в тыл противника и отрезать ему пути отхода из города Нальчика. Отряд Пушкаренко благополучно перешёл линию фронта и утром 4 января внезапно атаковал немцев в селе Русский Баксан. В ходе ожесточённого боя вражеский гарнизон был разгромлен. Противник потерял до 50 человек убитыми, 3 автомашины и штабной бронеавтомобиль. В руки гвардейцев попали документы располагавшегося в селе штаба немецкого батальона. Днём позже в бою за село Кызбурун 3-й Анатолий Павлович был тяжело ранен и эвакуирован в госпиталь.
Весной 1943 года А. П. Пушкаренко вернулся в свой полк, который вёл тяжёлые бои на немецкой линии обороны Готенкопф в Крымском районе Краснодарского края. 26 мая 1943 года во время атаки немецких позиций из строя вышел командир 1-го стрелкового батальона, и гвардии капитан Пушкаренко принял командование батальоном на себя. Во время боя Анатолий Павлович умело организовал взаимодействие своего подразделения с артиллерией и, уничтожив до роты вражеской пехоты, сумел вклиниться в оборону противника и совместно с другими батальонами полка штурмом овладел сильно укреплённой высотой 71,0 и хутором Горищный. Развивая успех, Пушкаренко со своими бойцами продвинулся до хутора Красный и закрепился на его северо-восточной окраине. Многочисленные контратаки противника при поддержке авиации и танков не смогли поколебать стойкость гвардейцев. Они удержали занятый рубеж, истребив до 70 немецких солдат и офицеров. В бою Анатолий Павлович был ранен, но остался в строю. Вскоре его окончательно утвердили в должности командира стрелкового батальона своего полка, который 28 мая был переименован в 1-й гвардейский стрелковый полк.
В течение лета 1943 года 2-я гвардейская стрелковая дивизия в составе 56-й армии Северо-Кавказского фронта продолжал расшатывать оборону немцев на Таманском полуострове. Батальон гвардии капитана А. П. Пушкаренко отличился 7-9 августа в боях за хутор Ленинский и высоту 167,4 впоследствии получившую название высоты Героев. 7 августа 1-й стрелковый батальон под командованием Пушкаренко, следуя непосредственно за огневым валом артиллерии, ворвался на высоту и, истребив в рукопашной схватке до 400 солдат и офицеров вермахта, овладел двумя линиями вражеских траншей. Гвардейцы Пушкаренко также уничтожили шестиствольный миномёт, до 10 пулемётных точек и захватили в качестве трофеев 3 артиллерийских орудия, 5 миномётов, 4 станковых пулемёта и большое количество единиц стрелкового оружия. При этом 2-я стрелковая рота батальона, преследуя противника, ворвалась в хутор Ленинский и разгромила располагавшийся здесь немецкий гарнизон, уничтожив до 80 военнослужащих вермахта. Последний рубеж обороны противника на Таманском полуострове был прорван осенью 1943 года во время Новороссийско-Таманской операции. В период с 15 по 26 сентября 1943 года 1-й стрелковый батальон гвардии капитана А. П. Пушкаренко на своём участке отразил 10 яростных контратак немцев и сломил сопротивление неприятеля, уничтожив 4 пулемётные точки и до 150 вражеских солдат. После эвакуации остатков немецко-фашистских войск в Крым Северо-Кавказский фронт был преобразован в Отдельную Приморскую армию и начал подготовку к форсированию Керченского пролива. К ноябрю 1943 года А. П. Пушкаренко получил звание гвардии майора. Анатолий Павлович особо отличился во время Керченско-Эльтигенской операции в боях за удержание и расширение плацдарма севернее Керчи.
В ночь на 3 ноября 1943 года на катерах Азовской военной флотилии штурмовой батальон 1-го гвардейского стрелкового полка под командованием гвардии майора А. П. Пушкаренко в условиях штормовой погоды форсировал Керченский пролив и высадился на восточном берегу Керченского полуострова. Преодолев крутые скалистые выступы, десантники стремительным броском атаковали позиции противника у населённого пункта Маяк и сломили его сопротивление, уничтожив до 120 солдат и офицеров вермахта. Овладев плацдармом, батальон Пушкаренко обеспечил высадку других подразделений дивизии. В боях за удержание плацдарма 3-5 ноября 1943 года Анатолий Павлович со своими бойцами отразил 10 контратак вражеской пехоты и танков, после чего перешёл в атаку и штурмом овладел стратегически важной высотой 175,0 и крупным опорным пунктом немецкой обороны селом Баксы. В ожесточённых боях батальон А. П. Пушкаренко нанёс противнику значительный урон, истребив до 135 немецких солдат и 16 взяв в плен. В качестве трофеев гвардейцами было захвачено 2 автомашины, зенитная батарея, 7 станковых и ручных пулемётов и склад с боеприпасами и военным имуществом. При отражении вражеских контратак у села Баксы 7 ноября 1943 года Анатолий Павлович был контужен, но не покинул поля боя. Под его командованием батальон удержал завоёванные рубежи. За захват плацдарма на Керченском полуострове и проявленные при этом отвагу и геройство указом Президиума Верховного Совета СССР от 17 ноября 1943 года гвардии майору Пушкаренко Анатолию Павловичу было присвоено звание Героя Советского Союза.
В апреле 1944 года с удержанных на восточном берегу Керченского полуострова плацдармов войска Отдельной Приморской армии перешли в наступление в рамках Крымской операции. Прорвав оборону противника, батальон гвардии майора А. П. Пушкаренко, действуя десантом на танках, устремился вглубь Крымского полуострова. В одном из боёв Анатолий Павлович был тяжело контужен. На фронт он уже не вернулся. После лечения в госпитале Пушкаренко до конца войны служил в тыловых частях. 24 июня 1945 года в составе сводной колонны Отдельной Приморской армии он принимал участие в Параде Победы на Красной площади Москве. После войны Анатолий Павлович продолжил службу в строевых частях Красной и Советской Армий. С 1953 года гвардии майор А. П. Пушкаренко в запасе. Жил Анатолий Павлович в городе Одессе. Служил в органах МВД. 20 ноября 1964 года А. П. Пушкаренко скончался. Похоронен на 2-м христианском кладбище Одессы.

## Награды
- Медаль «Золотая Звезда» (17.11.1943);
- орден Ленина (17.11.1943);
- орден Красного Знамени (17.09.1943);
- орден Отечественной войны 1-й степени (19.07.1943);
- орден Красной Звезды (07.03.1943);
- медали, в том числе:
  - медаль «За отвагу» (03.12.1942);
  - медаль «За боевые заслуги»[7];
  - медаль «За оборону Кавказа».

## Память
- Именем Героя Советского Союза А. П. Пушкаренко названа улица в городе Керчи.

## Документы
- Общедоступный электронный банк документов «Подвиг Народа в Великой Отечественной войне 1941—1945 гг.» Дата обращения: 4 августа 2013. Архивировано из оригинала 13 марта 2012 года.

Представление к званию Героя Советского Союза.
Указ Президиума Верховного Совета СССР о присвоении звания Героя Советского Союза.
Орден Красного Знамени (наградной лист и приказ о награждении).
Орден Отечественной войны 1-й степени (наградной лист и приказ о награждении).
Орден Красной Звезды (наградной лист и приказ о награждении).
Медаль «За отвагу» (наградной лист и приказ о награждении).
- Обобщённый банк данных «Мемориал». Дата обращения: 4 августа 2013. Архивировано из оригинала 10 мая 2012 года.

ЦАМО, ф. 58, оп. 818884, д. 67.
ЦАМО, ф. 33, оп. 11458, д. 14.
ЦАМО, ф. 58, оп. 818883, д. 842.
ЦАМО, ф. 33, оп. 11458, д. 16.
ЦАМО, ф. 33, оп. 746923, д. 100.